# Capasa martini
Capasa martini är en fjärilsart som beskrevs av Louis Beethoven Prout 1917. Capasa martini ingår i släktet Capasa och familjen mätare. Inga underarter finns listade i Catalogue of Life.